# Vita Smeralda
Vita Smeralda è un film del 2006 scritto, diretto e interpretato da Jerry Calà.

## Trama
Silvia, Luana ed Elena sono tre giovani amiche che decidono di trascorrere le vacanze estive in Sardegna assieme ai rispettivi fidanzati e a una comitiva di amici. Stufe della monotonia e dello squallido ambiente del campeggio le tre ragazze scaricano i loro compagni in campeggio, avventurandosi alla scoperta del jet set della Costa Smeralda: una realtà a loro sconosciuta e costellata di lussuosi yacht, boutique griffate e feste glamour, a diretto contatto con il mondo dei VIP del cinema, della televisione e dello sport.
Tra questi vi è anche Jerry Calà, protagonista di un'altalenante trattativa con un produttore russo interessato a finanziarlo in un film intitolato Vacanze di Natale a Mosca, la cui realizzazione sembra però essere molto complicata per via dei bizzarri modi di fare del russo e della sua famiglia, entrambi ospiti sullo yacht dell'attore. Dopo pochi giorni all'imbarcazione si presenta una ragazza indiana di nome Negar, che rivela di essere figlia illegittima di Calà, il quale dopo lo stupore e lo scetticismo iniziale la riconosce, seppur non per vie legali.
Nel frattempo Silvia, Luana ed Elena si allontanano per alcuni giorni per poi ritrovarsi a Poltu Quatu: qui Silvia, dopo essere scappata assieme ad Elena da un festino hard, incontra Ascanio, un ricco imprenditore che la ospita in casa dandole riparo. Elena e Luana decidono di fare ritorno al campeggio dai loro fidanzati, mentre Silvia sceglie di restare con Ascanio. 
Conclusa la vacanza in barca Jerry Calà scarica su una spiaggia il produttore russo dopo aver scoperto le sue molestie nei confronti di Negar, ma una volta tornato in porto la ragazza lo ringrazia per averla difesa e gli confessa di non essere veramente sua figlia, ma soltanto un'ammiratrice in cerca di qualcuno che la ospitasse nel corso delle vacanze. Appena Calà lascia il porto, però, Negar telefona a sua madre raccontandole dell'accaduto e dicendole che questa aveva ragione quando le raccontava che il suo vero padre aveva un viso paffuto.
Intanto, sempre a Poltu Quatu, la Guardia di Finanza effettua un blitz con un mandato di arresto nei confronti di Ascanio il quale si ritrova nel mezzo di una bancarotta. Superata la delusione amorosa Silvia torna anch'essa in campeggio da Luana ed Elena, ma viene raggiunta da Ascanio il quale le chiede disperatamente perdono; Silvia accetta e i due iniziano una nuova vita assieme.
Luana, invece, dopo aver lavorato come skipper nello yatch di Jerry Calà con Ciro, decide di continuare la relazione, mentre Elena tronca il rapporto col suo fidanzato Gianni, in quanto maturata a seguito della sua avventura, capendo di non provare più nulla per lui. Le tre ragazze si ritrovano quindi a cena in un ristorante sul mare, gestito da un venditore ambulante che avevano conosciuto in spiaggia nel corso del loro viaggio. Questo consiglia loro di lasciarsi andare in amore nella stagione estiva senza avere timori, perché a detta sua l'estate non è una stagione ma uno stato d'animo.

## Produzione
Il film è stato annunciato il 28 giugno 2005 tramite un comunicato ufficiale dell'ufficio stampa di Jerry Calà, lo stesso giorno sono inoltre incominciate le riprese. La pellicola è stata presentata come il Sapore di mare degli anni duemila, con lo scopo di mostrare il cambiamento delle nuove generazioni rispetto agli anni sessanta e ottanta. Sancisce inoltre il ritorno al cinema di Jerry Calà a distanza di nove anni dalla sua ultima regia, ovvero Gli inaffidabili (1997).
Assieme al primo comunicato stampa sono stati resi noti anche i nomi del cast, con protagoniste Eleonora Pedron, divenuta nota a seguito della vittoria del concorso di bellezza Miss Italia nel 2002; Francesca Cavallin - già protagonista della soap opera Vivere - e Benedetta Valanzano, affermata attrice in diverse fiction televisive.
La data di uscita era inizialmente prevista tra Natale e i primi di gennaio, per poi essere spostata nel periodo estivo. Il budget è stato di circa un milione e mezzo di euro.
Fanno brevi apparizioni nel film nel ruolo di se stessi: Raffaella Zardo, Lele Mora, Amedeo Goria, Little Tony e Umberto Smaila.

## Promozione
Il trailer del film è stato diffuso in rete nel giugno 2006, seguito da una serie di spot televisivi. È stato pubblicizzato da Medusa Film come "il film dell'estate". Sempre a giugno è stata pubblicata in rete e diffusa in radio l'omonima canzone ufficiale del film, con annesso videoclip, interpretata dallo stesso Calà, che ha proseguito la campagna di promozione del film con diverse ospitate in vari programmi televisivi come Markette - Tutto fa brodo in TV su LA7.

## Distribuzione
L'anteprima del film si è tenuta all'Ischia Film Festival pochi giorni prima dell'uscita in sala.. Venne distribuito nelle sale venerdì 14 luglio 2006 da Medusa Film.

## Accoglienza

### Incassi
Il film, uscito nelle sale di venerdì, ha esordito al box office italiano piazzandosi in quarta posizione con un incasso di 181.324€ nei primi tre giorni di programmazione e, in particolare modo, nella giornata di domenica 16 luglio ha raggiunto la seconda posizione in classifica, incassando 64000 €. Nel secondo weekend di programmazione si è mantenuto tra i primi cinque della classifica incassando 71000 €, per poi scendere al settimo posto nel weekend del 28 luglio con un incasso di 45000 €. Al termine della sua corsa al botteghino il film ha incassato 707659 €. Al termine della programmazione nelle sale cinematografiche, il film non è quindi riuscito a coprire i costi di produzione e pubblicizzazione, ammontanti a diversi milioni di euro, rivelandosi quindi un flop al botteghino.